# Lepidosphaera
Lepidosphaera is een geslacht van sponsdieren uit de klasse van de Demospongiae (gewone sponzen).

## Soort
- Lepidosphaera hindei Lévi & Lévi, 1979